# پنارث
پنارث (به انگلیسی: Penarth) یک شهرک در ولز است که در ویل آو گلامورگن واقع شده‌است. پنارث ۲۲٬۰۸۳ نفر جمعیت دارد.

## خواهرخوانده
شهر سنت پل د لئون خواهرخواندهٔ پنارث هست.